# Ontvanger (elektronica)
Een ontvanger is een toestel of onderdeel dat radiosignalen of andere elektromagnetische signalen detecteert en verwerkt. 
Een voorbeeld van een ontvanger is een radio die signalen ontvangt van de zendmast die de stem van de diskjockey en muziek van een radiostation verstuurt, die in de radio ontvangen en versterkt wordt zodat het beluisterbaar is voor mensen. 
Ook kan de ontvanger zich in de modelbouw in voertuigen met radiografische besturing voordoen, in de vorm van een klein (meestal) zwart kastje dat de signalen van een zender ontvangt en deze omzet voor aansturing van servomotoren of motorregelaars.